# جی. آی. جو (کبوتر)
جی. آی. جو (زاده ۲۴ مارس ۱۹۴۳ – درگذشته ۳ ژوئن ۱۹۶۱) کبوتری بود که به دلیل خدماتش در سرویس کبوتر ارتش ایالات متحده شناخته شد. این پرنده یکی از کبوترهای خانگی بود که در طول جنگ جهانی دوم برای مقاصد ارتباطی و شناسایی مورد استفاده قرار گرفت. تگ نام او USA43SC6390 بود. او در مارس ۱۹۴۳ در الجزیره، آفریقای شمالی متولد شد و در فورت مونموث، نیوجرسی تحت آموزش قرار گرفت.